# Скрэббл
Скрэббл, в русскоязычной среде встречается также вариант написания Скрабл (англ. Scrabble — «рыться в поисках чего-либо») — настольная игра, в которой игроки состязаются в образовании слов с использованием буквенных плиток на игровом поле, разбитом на квадраты. В русскоязычной среде известна также под названиями «Эруди́т» или «Словоде́л». На русском языке игра впервые описана в журнале «Наука и жизнь» (1968, № 7) под названием «Крестосло́вица».

## Правила
Набор для игры представляет собой игровое поле — квадратную доску с 225 квадратными полями (то есть 15×15 полей), и набор фишек (квадратных деревянных или пластиковых костяшек с буквами; всего их в игре 104, в русскоязычных вариантах — 131); в процессе игры участники выкладывают фишки на поля доски, составляя таким образом слова. В игре участвуют от двух до четырёх человек. В начале игры каждый игрок получает 7 случайных фишек. Через центральную клетку игрового поля по горизонтали или вертикали выкладывается первое слово, затем следующий игрок может добавить слово «на пересечение» из своих букв. Слова выкладываются слева направо либо сверху вниз. Каждый игрок стремится выиграть игру, создавая больше слов на основе имеющихся костяшек с буквами, и тем самым набрать большее количество очков.

### Словарь
- Разрешается использовать все слова, приведённые в стандартном словаре языка, за исключением:
  - слов, пишущихся с заглавных букв;
  - сокращений;
  - слов, которые пишутся через апостроф;
  - слов, которые пишутся через дефис.

В случае отсутствия у слова именительного падежа или единственного числа разрешается использовать это слово в любом падеже или числе.
- Нельзя использовать словарь для поиска слов, можно лишь для проверки, существует ли какое-либо редко употребляющееся составленное слово.
- Буква е считается и как -е-, и как -ё-.

### Игра
- В начале игры каждому игроку даётся по 7 костяшек. После каждого хода игрок добирает себе новых костяшек до семи. За один ход можно составить несколько слов. Каждое новое слово должно соприкасаться или иметь общую букву (или буквы) с ранее составленными. Слова должны читаться слева направо (по горизонтали) или сверху вниз (по вертикали).
- Первое составленное слово должно проходить через центральную клетку.
- Если игрок не хочет или не может составить ни одного слова, — он имеет право поменять любое количество своих букв, пропустив при этом ход. В соответствии с изменениями, внесёнными в правила в 1976 году, «любое количество» может означать и ноль, то есть игрок имеет право просто пасовать, не меняя ни одной фишки.
- Любая последовательность букв по горизонтали и вертикали должна являться словом. То есть, в игре не допускается появление на поле случайных буквосочетаний, не представляющих собою слов, соответствующих вышеприведённым критериям.
- Если за ход игрок использовал все семь фишек, то ему начисляются дополнительные 50 очков (в «Эрудите» — 15 очков).
- Игра заканчивается в следующих случаях:
  - когда у одного из игроков кончаются фишки на руках, и при этом нет больше фишек для добора (все они на руках или на поле);
  - когда все игроки последовательно пропустили ход два круга подряд.

### Распределение фишек и стоимость букв
В «Скрэббле»
| Буква | Кол-во | Цена    |  | Буква | Кол-во | Цена     |  | Буква | Кол-во | Цена     |
| ----- | ------ | ------- |  | ----- | ------ | -------- |  | ----- | ------ | -------- |
| А     | 8 шт   | 1 очко  |  | К     | 4 шт   | 2 очка   |  | Х     | 1 шт   | 5 очков  |
| Б     | 2 шт   | 3 очка  |  | Л     | 4 шт   | 2 очка   |  | Ц     | 1 шт   | 5 очков  |
| В     | 4 шт   | 1 очко  |  | М     | 3 шт   | 2 очка   |  | Ч     | 1 шт   | 5 очков  |
| Г     | 2 шт   | 3 очка  |  | Н     | 5 шт   | 1 очко   |  | Ш     | 1 шт   | 8 очков  |
| Д     | 4 шт   | 2 очка  |  | О     | 10 шт  | 1 очко   |  | Щ     | 1 шт   | 10 очков |
| Е     | 8 шт   | 1 очко  |  | П     | 4 шт   | 2 очка   |  | Ъ     | 1 шт   | 10 очков |
| Ё     | 1 шт   | 3 очка  |  | Р     | 5 шт   | 1 очко   |  | Ы     | 2 шт   | 4 очка   |
| Ж     | 1 шт   | 5 очков |  | С     | 5 шт   | 1 очко   |  | Ь     | 2 шт   | 3 очка   |
| З     | 2 шт   | 5 очков |  | Т     | 5 шт   | 1 очко   |  | Э     | 1 шт   | 8 очков  |
| И     | 5 шт   | 1 очко  |  | У     | 4 шт   | 2 очка   |  | Ю     | 1 шт   | 8 очков  |
| Й     | 1 шт   | 4 очка  |  | Ф     | 1 шт   | 10 очков |  | Я     | 2 шт   | 3 очка   |

В «Эрудите»
| Буква | Кол-во | Цена    |  | Буква | Кол-во | Цена     |  | Буква | Кол-во | Цена     |
| ----- | ------ | ------- |  | ----- | ------ | -------- |  | ----- | ------ | -------- |
| А     | 10 шт  | 1 очко  |  | К     | 6 шт   | 2 очка   |  | Х     | 2 шт   | 5 очков  |
| Б     | 3 шт   | 3 очка  |  | Л     | 4 шт   | 2 очка   |  | Ц     | 1 шт   | 10 очков |
| В     | 5 шт   | 2 очка  |  | М     | 5 шт   | 2 очка   |  | Ч     | 2 шт   | 5 очков  |
| Г     | 3 шт   | 3 очка  |  | Н     | 8 шт   | 1 очко   |  | Ш     | 1 шт   | 10 очков |
| Д     | 5 шт   | 2 очка  |  | О     | 10 шт  | 1 очко   |  | Щ     | 1 шт   | 10 очков |
| Е     | 9 шт   | 1 очко  |  | П     | 6 шт   | 2 очка   |  | Ъ     | 1 шт   | 10 очков |
| Ё     | —      | —       |  | Р     | 6 шт   | 2 очка   |  | Ы     | 2 шт   | 5 очков  |
| Ж     | 2 шт   | 5 очков |  | С     | 6 шт   | 2 очка   |  | Ь     | 2 шт   | 5 очков  |
| З     | 2 шт   | 5 очков |  | Т     | 5 шт   | 2 очка   |  | Э     | 1 шт   | 10 очков |
| И     | 8 шт   | 1 очко  |  | У     | 3 шт   | 3 очка   |  | Ю     | 1 шт   | 10 очков |
| Й     | 4 шт   | 2 очка  |  | Ф     | 1 шт   | 10 очков |  | Я     | 3 шт   | 3 очка   |

### Подсчёт очков и бонусы
Каждой букве присвоено некоторое количество очков от 1 до 10. Некоторые квадраты на доске раскрашены в разные цвета. Количество очков, получаемых игроком за выложенное слово, подсчитывается следующим образом:
В «Скрэббле»:
- если квадрат под буквой зелёный, добавляется количество очков, написанное на букве
- если квадрат голубой, количество очков буквы умножается на 2
- если квадрат розовый, количество очков всего слова умножается на 2
- если квадрат синий, количество очков буквы умножается на 3
- если квадрат красный, количество очков всего слова умножается на 3

В «Эрудите»
- если квадрат под буквой бесцветен, добавляется количество очков, написанное на букве
- если квадрат зелёный, количество очков буквы умножается на 2
- если квадрат синий, количество очков всего слова умножается на 2
- если квадрат жёлтый, количество очков буквы умножается на 3
- если квадрат красный, количество очков всего слова умножается на 3

Если слово пересекает и красную (розовую), и голубую (синюю) клетки (в «Эрудите» — и красную (синюю), и зелёную (жёлтую) клетки), то в утроении (удвоении) очков слова учитывается утроение (удвоение) очков букв. Если слово пересекает две умножающих очки всего слова клетки, то учитываются обе операции. Например, если слово прошло через две красные клетки, то общий счёт очков слова умножается на 9.

### Пустышка («джокер», «звёздочка»)
Также в наборе косточек присутствует несколько пустых фишек (в версии «Эрудит» — звёздочек, в версии «Словодел» — джокеров). Такая фишка может быть использована как любая буква на выбор игрока. Например, игрок может составить слово ТЕ*ЕФОН, где роль буквы «Л» будет играть пустышка (звёздочка, джокер).
Правила подсчёта очков и использования пустышек (звёздочек, джокеров) могут отличаться и игрокам следует заранее договориться о нюансах. Ниже приведены возможные варианты правил.
Подсчёт очков за пустышку (звёздочку, джокер):
- Пустышка всегда имеет 0 очков (классические правила Scrabble).
- Пустышка (звёздочка, джокер) приносит столько очков, сколько бы принесла буква, роль которой она играет.

Повторное использование пустышек (звёздочек, джокеров):
- После выкладывания на поле пустышка считается сыгранной и так и остаётся на этом месте до конца партии (классические правила Scrabble).
- Если один игрок составил слово ТЕ*ЕФОН, то затем любой игрок, имея у себя букву «Л», может заменить её на пустышку (звёздочку, джокер) и забрать её себе. Как правило, действует дополнительное правило, обязывающее в таком случае использовать (выложить) забранную с поля пустышку (звёздочку, джокер) этим же ходом, то есть когда нельзя брать её себе «про запас».

## История
Игра была изобретена в 1938 году архитектором Альфредом Баттсом. В США и многих странах Европы проводятся регулярные чемпионаты по Скрэбблу.

## Различия между играми «Эрудит» и «Скрэббл»
| Параметр                 | «Скрэббл»                           | «Эрудит»                           |
| ------------------------ | ----------------------------------- | ---------------------------------- |
| «универсальная» фишка    | пустышка                            | звёздочка                          |
| цвета бонус-клеток       | голубой, синий, розовый, красный    | зелёный, синий, жёлтый, красный    |
| цвет центральной клетки  | розовый (очки за слово удваиваются) | белый (очки считаются по номиналу) |
| различная стоимость букв | см. табл. выше                      | см. табл. выше                     |
| количество фишек         | 104 (102 буквы + 2 пустышки)        | 131 (128 букв + 3 звёздочки)       |

## Модификации игры
- «Найди слово» — модификация игры с немного измененным полем (прямоугольным 12×16).
- Математический скрэббл

## Отражение в литературе

### Флавита
Флави́та — игра, описанная Владимиром Набоковым в романе «Ада». Аналог игры «Скрэббл». Название происходит от анаграммы слова «алфавит».

#### Суть игры
«Флавита» построена на принципе тасовки и перетасовки букв. Требует 125-ти фишек с буквами. Цель игры состоит в том, чтобы построить ряды и шеренги слов на 225-клеточной доске. Из этих клеток 24 являются коричневыми, 12 чёрными, 16 оранжевыми, 8 красными, а остальные — золотисто-жёлтыми. Каждой букве русского алфавита отвечает некоторое количество очков. Так, редкий «Ъ» даёт целых десять, а часто встречающаяся «А» — всего одно. Коричневый цвет клетки поля удваивает вес буквы, чёрный утраивает. Оранжевый удваивает, а красный утраивает сумму очков, набираемых словом. В набор входит две фишки «J», которыми можно заменить любую букву алфавита.

#### Ход игры
Приступая к игре, её участники берут по семь фишек из ящичка, в котором те лежали лицом вниз, и затем по очереди выставляют на доске свои слова. Игроку, делавшему первый ход, надлежало всего лишь разместить на пустой доске любые две или все семь букв так, чтобы закрыть помеченную сверкающим семиугольником центральную клетку. В дальнейшем одна из уже стоявших на доске букв использовалась в качестве зародыша для образования нового слова, вертикального или горизонтального. Побеждал игрок, набравший, буква за буквой или слово за словом, больше всего очков.